# Peter Urban (Moderator)

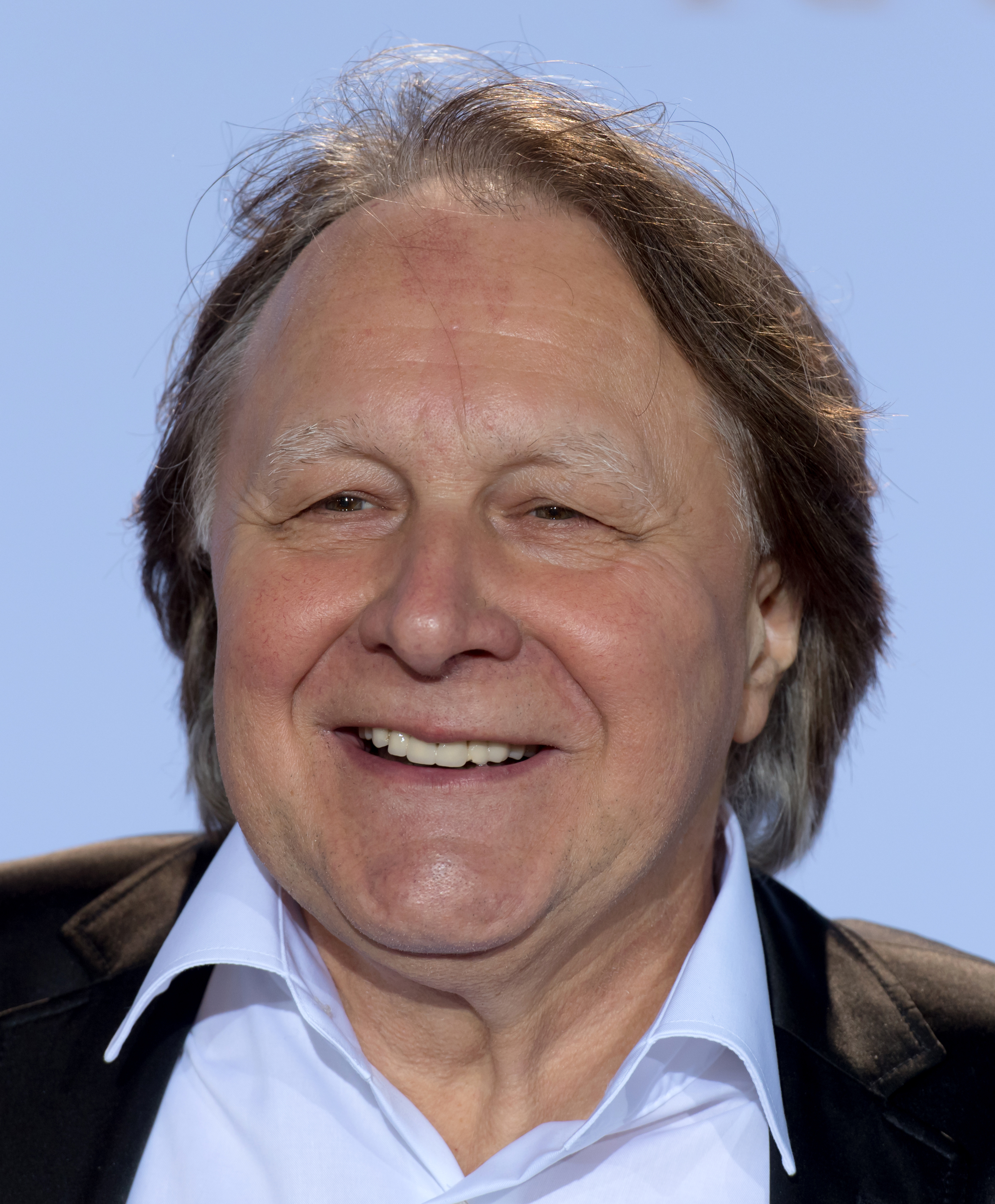
Peter Urban (2016)

Peter Urban (* 14. April 1948 in Bramsche) ist ein deutscher Journalist, Musiker und Radiomoderator. Von 1997 bis 2023 kommentierte er den Eurovision Song Contest im deutschen Fernsehen.

## Leben
Urban besuchte das Gymnasium Carolinum in Osnabrück und das Artland-Gymnasium in Quakenbrück. Anschließend studierte er an der Universität Hamburg Anglistik, Soziologie und Geschichte. 1977 promovierte er mit der Arbeit Rollende Worte – Die Poesie des Rock über die Texte anglo-amerikanischer Populärmusik.
Seit 1973 arbeitete er für den Norddeutschen Rundfunk (NDR). Darüber hinaus verwirklichte er diverse Musikprojekte als Rockmusiker und Komponist, darunter seine Band Bad News Reunion und die LP Götz George liest Charles Bukowski (1978). 1988 übernahm er eine Stelle als Redakteur in der Musikredaktion des NDR.
Von 1995 bis 1998 war Urban neben seiner Tätigkeit als Musikredakteur und Moderator auch Station-Voice von NDR 2. 2003 wurde er verantwortlicher Redakteur für die Sendungen Nachtclub und Nightlounge bei NDR Info. Bei NDR 2 moderierte er die Sendung NDR 2 Soundcheck Neue Musik, deren Musikprogramm er selbst zusammenstellte. Im September 2016 wurde die Sendung nach ihm benannt und heißt seither NDR 2 Soundcheck – Die Peter-Urban-Show.
Ab 1997 kommentierte er den Eurovision Song Contest im deutschen Fernsehen, lediglich 2009 konnte er diese Aufgabe aus gesundheitlichen Gründen nicht wahrnehmen. Zum letzten Mal kommentierte er den Eurovision Song Contest 2023 aus Liverpool. 2007 kommentierte er auch den Eurovision Dance Contest. 2011 war er Mitglied der Jury des Live Entertainment Award, und 2012 war er Juror bei der Jewrovision in München.
2013 ging Urban als Redakteur in Rente. Als freier Mitarbeiter moderiert er weiterhin seine Show beim NDR und gehört zum Moderatorenteam der Sendung Nachtclub bei NDR Blue. 2015 kommentierte er gemeinsam mit dem deutschen Web-Video-Produzenten HandOfBlood den Webvideopreis 2015. Seit 2021 läuft die Sendung Urban Pop – Musiktalk mit Peter Urban mit ihm beim NDR-Radio.

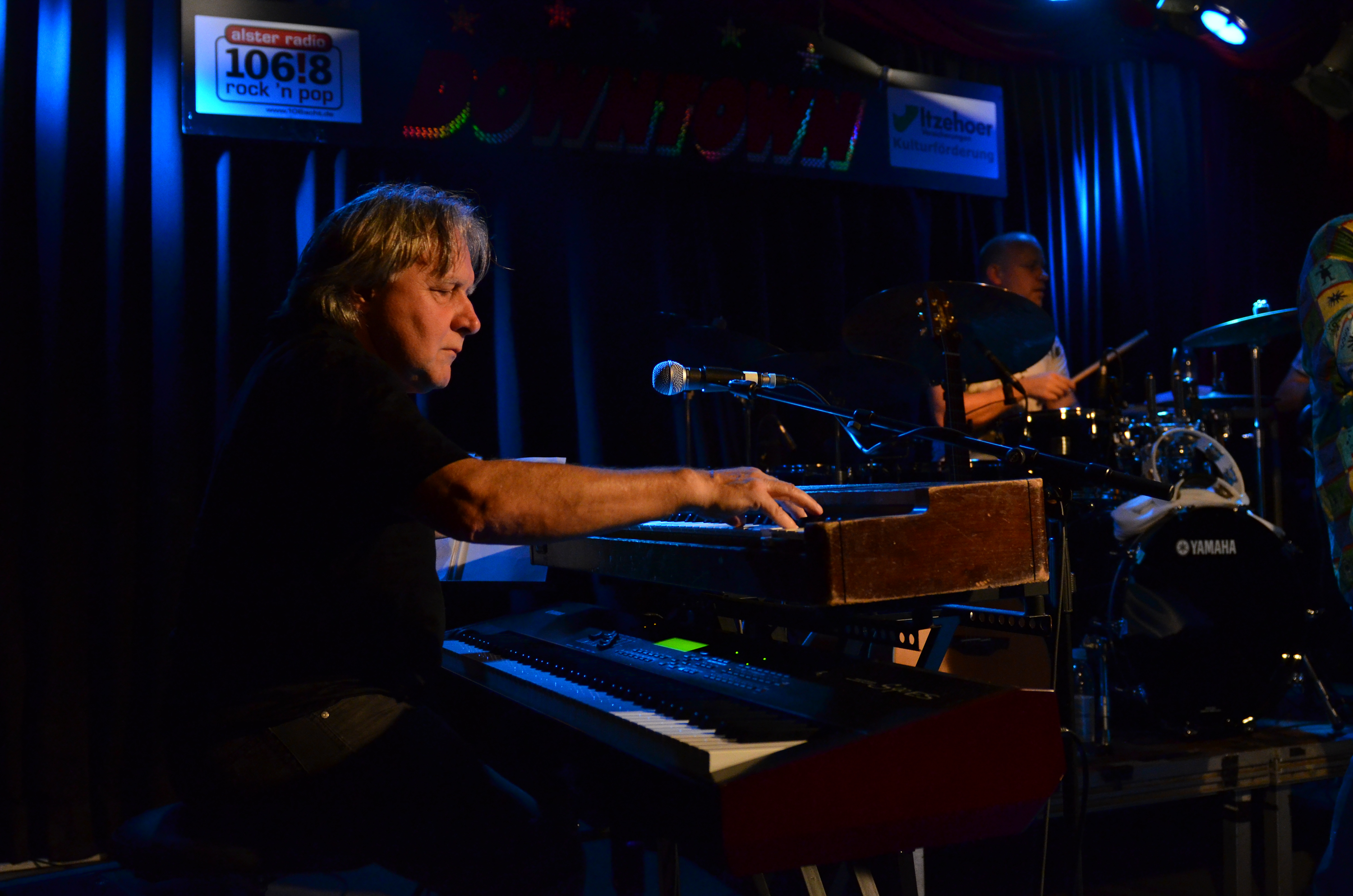
Peter Urban (2011)

Urban ist verheiratet und hat zwei Kinder. Sein Bruder ist der Schriftsteller Klaus Urban.

## Radio und Fernsehen
- 1970er-Jahre: „NDR 2 – Musik für junge Leute“
- 1980er-Jahre: „NDR 2 – Club extra“
- 1990er-Jahre: „NDR 2 – Der Club“; „Club nach zehn“; „Dreamtime“
- 1997–2023: ESC-Kommentar
- seit 2003: Die-Peter-Urban-Show, jeden Mittwoch um 18 Uhr auf NDR 2
- am 21. Mai 2021 hatte er eine Cameorolle bei Laschi und Lauti[8]

## Werke
- Rollende Worte, die Poesie des Rock. Von der Straßenballade zum Pop-Song. Fischer-Taschenbuch-Verlag, Frankfurt 1979, ISBN 3-596-23603-7.
- On Air. Erinnerungen an mein Leben mit der Musik. Rowohlt, 2023, ISBN 978-3-498-00295-4.